# Spathocranus mikado
Spathocranus mikado är en insektsart som beskrevs av Frederick Arthur Godfrey Muir 1934. Spathocranus mikado ingår i släktet Spathocranus och familjen Dictyopharidae. Inga underarter finns listade i Catalogue of Life.